# Valentijnsdag
Valentijnsdag is een dag waarop geliefden elkaar extra aandacht geven met bijvoorbeeld cadeautjes, bloemen of kaarten. Valentijnsdag wordt gevierd op 14 februari. Paus Gelasius I riep in 496 14 februari uit tot de dag van de Heilige Valentijn.

## Historische achtergrond

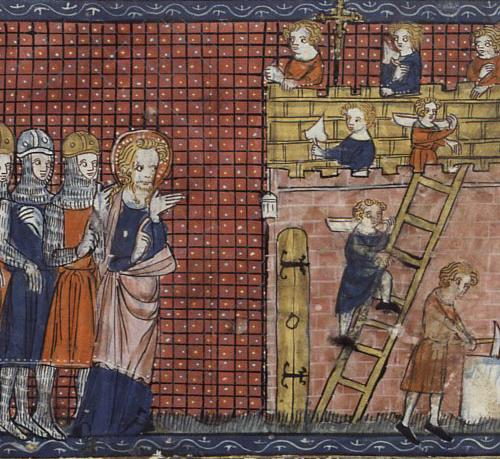
Sint-Valentijn van Terni en zijn volgelingen

Valentijnsdag valt samen met de feestdag van twee christelijke martelaren met de naam Valentinus. De gewoonten die met de dag in verband staan hebben echter niets van doen met het leven van deze heiligen. Er bestaan verschillende heilige martelaren met de naam Sint-Valentijn. Eén was priester in Rome, een ander was bisschop van Terni. Beiden werden in de 3e eeuw ter dood gebracht. Mogelijk gaat het hier om dezelfde persoon. Over Sint-Valentijn is geen enkel biografisch gegeven bekend.
In de 18e eeuw werd geopperd dat het Valentijnsfeest op 14 februari is ingesteld om de oude Lupercalia, een Romeins (en wellicht nog ouder) vruchtbaarheidsfeest, te vervangen. Lupercalia werd op 15 februari gevierd ter ere van Juno, de Romeinse beschermgodin van de vrouw en het huwelijk, en Pan, de god van de natuur. Voor de Romeinen was dit destijds een belangrijk feest. Volgens het verhaal werden de namen van ongehuwde jonge vrouwen in een grote kom gegooid. Ongehuwde mannen mochten dan om de beurt een naam trekken. Tijdens het feest waren de twee jonge mensen die aan elkaar gekoppeld werden elkaars partner. In 496 verbood paus Gelasius dit heidense feest. Er is echter geen verband tussen de afschaffing van de Lupercalia en het ontstaan van de Valentijnsdag.
Legenden over Valentijn komen voor in de Legenda aurea, maar het Valentijnsfeest van de romantische liefde, zoals dat tegenwoordig gevierd wordt, dankt zijn ontstaan aan Geoffrey Chaucer, die in zijn gedicht Parliament of Fowls (1380-1382) deze versregels schreef:
For this was on seynt Volantynys day
Whan euery bryd comyth there to chese his make
'Want dit was op Sint-Valentijnsdag
Als elke vogel daar zijn maatje komt kiezen'

### Legenden
Volgens de versie van de Legenda aurea werd Sint-Valentijn om zijn geloof vervolgd en persoonlijk ondervraagd door de Romeinse keizer Claudius II. Claudius was onder de indruk van Valentijn en probeerde hem onder doodsbedreigingen over te halen tot het heidense geloof van de Romeinen. Valentijn weigerde en probeerde zelfs Claudius te bekeren tot het christendom, waarna hij veroordeeld werd tot de dood. Vlak voor zijn executie zou hij een wonder verricht hebben, door de blinde dochter van zijn cipier te helen.
Aangezien de Legenda aurea geen verband heeft met sentimentele liefde, is er in moderne tijden een portret van Valentijn gefabriceerd, dat hem weergeeft als een priester die weigerde een tot op heden onbekende wet van Claudius II, die het jonge mannen verbood te trouwen, uit te voeren. De keizer zou dit gedaan hebben om zijn leger te verbeteren, in de veronderstelling dat getrouwde mannen slechtere soldaten waren. De priester Valentijn voerde echter in het geheim de trouwplechtigheden uit. Toen Claudius hierachter kwam, liet hij Valentijn arresteren.
Een andere moderne verfraaiing van de gouden legende wordt verzorgd door History.com, die vele malen herhaald is, echter zonder enige historische basis. In de avond voor hij geëxecuteerd zou worden, schreef Valentijn zelf de eerste "valentijnskaart", geadresseerd aan de blinde dochter van de cipier Asterius, getekend "Van jouw Valentijn". Toen de dochter de brief ontving, kon ze weer zien en het briefje lezen.

## Religieus verbod
In Iran, Maleisië, Pakistan en Saoedi-Arabië is Valentijnsdag om religieuze redenen verboden, handhaven is echter moeilijk. In delen van India wordt viering ervan ontraden. De Hindu-nationalistische regering-Modi riep in 2023 zelfs op om op 14 februari in plaats van Valentijnsdag "koeknuffeldag" te vieren.

## Commercie
In de Verenigde Staten is men, uit commercieel oogpunt, begonnen met de nadruk van anonieme liefde naar liefde. Valentijnsdag is in België en Nederland in korte tijd, sinds midden jaren 90, een groot commercieel succes geworden: cadeauwinkels, boekwinkels, lingeriewinkels en bloemenwinkels profiteren hiervan. Ook de Nederlandse posterijen deden hieraan mee, door een valentijnspostzegel uit te geven. In 2007 deed 35 procent van de Nederlanders iets aan Valentijnsdag, in 2011 was dat gedaald tot 29 procent en in 2012 tot 24 procent. In 2015 daalde het verder naar 21 procent.
Eind jaren 2010 lijkt Valentijnsdag, in ieder geval in Nederland, weer aan populariteit te winnen. Zo werd Valentijnsdag in 2019 door 29% van de Nederlanders gevierd en onder millennials zelfs door 40%. Door de coronacrisis en de daaruit voortvloeiende lockdown zagen wenskaartenshops in 2021 het aantal valentijnskaarten verdriedubbelen ten opzichte van het voorgaande jaar. Een mogelijke verklaring daarvoor is dat de valentijnskaart ook steeds vaker naar familie wordt gestuurd. Uit een peiling blijkt dat bijna een op de drie wenskaarten ter attentie van ouders of schoonouders worden gestuurd. Overigens blijkt de feestdag vooral door vrouwen gevierd te worden: 84% van de valentijnskaart-verstuurders is vrouwelijk.

## Galerij

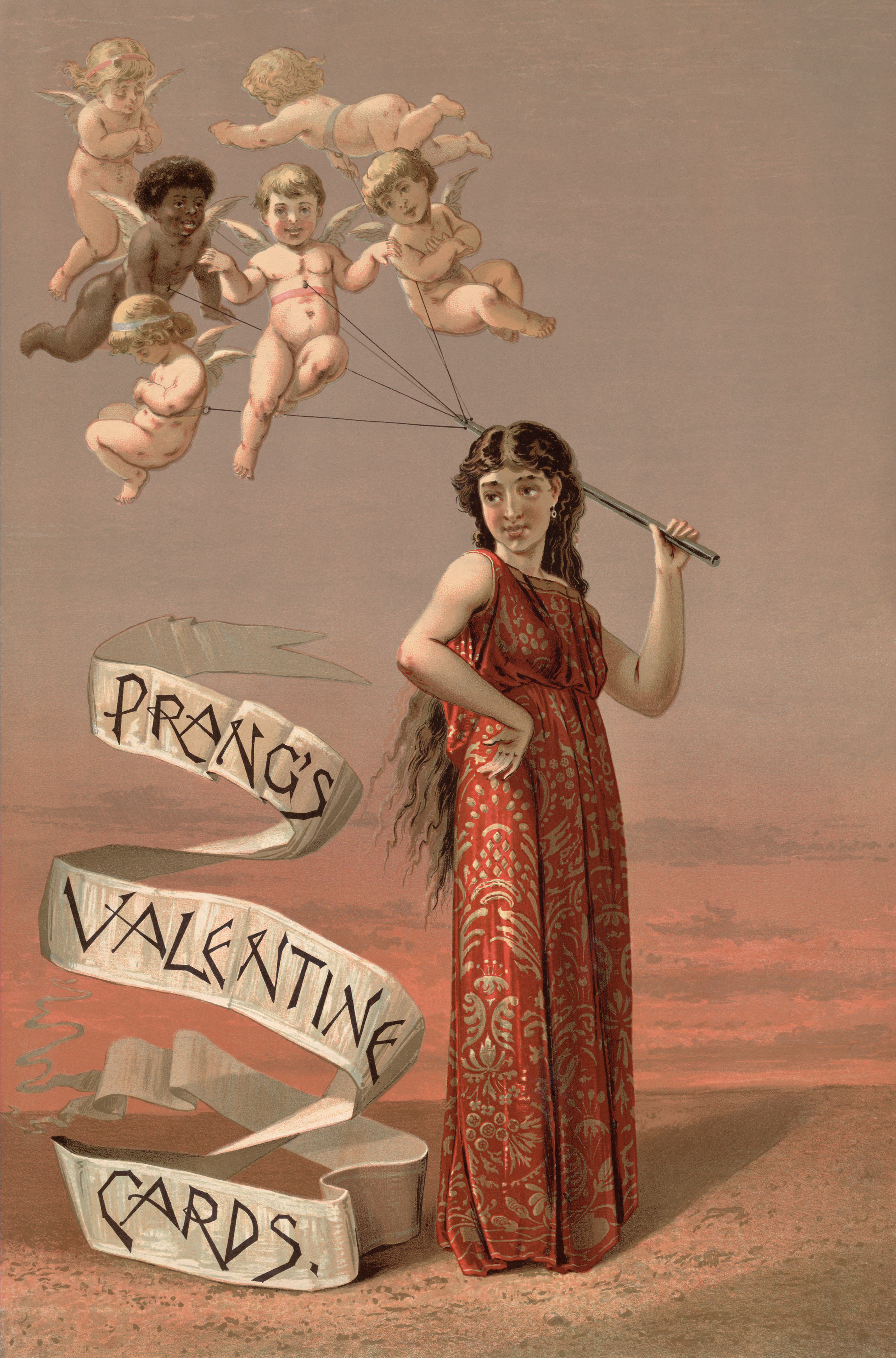
Advertentie uit 1883 voor valentijnskaarten van het merk Prang
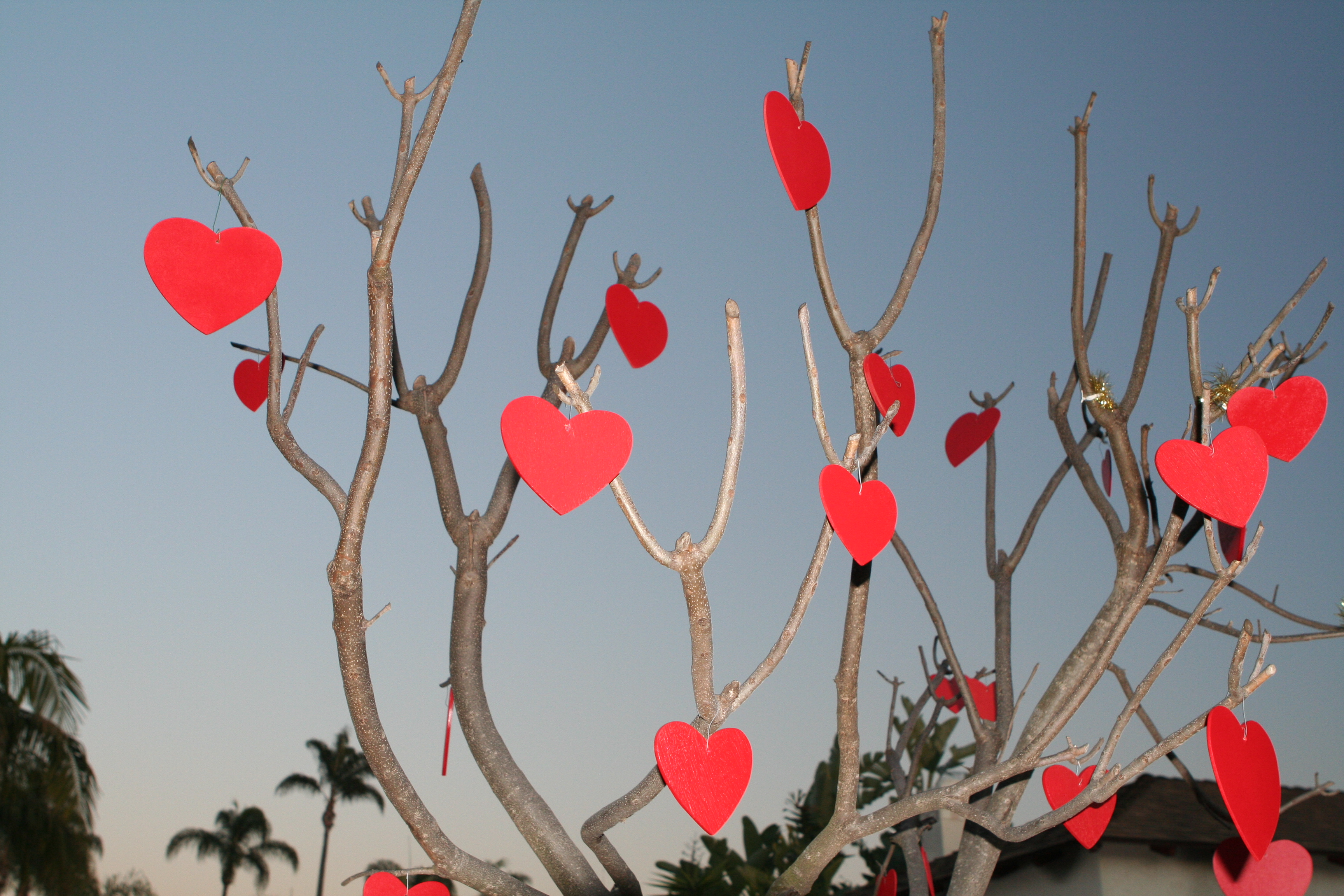
Boom versierd voor Valentijnsdag, San Diego
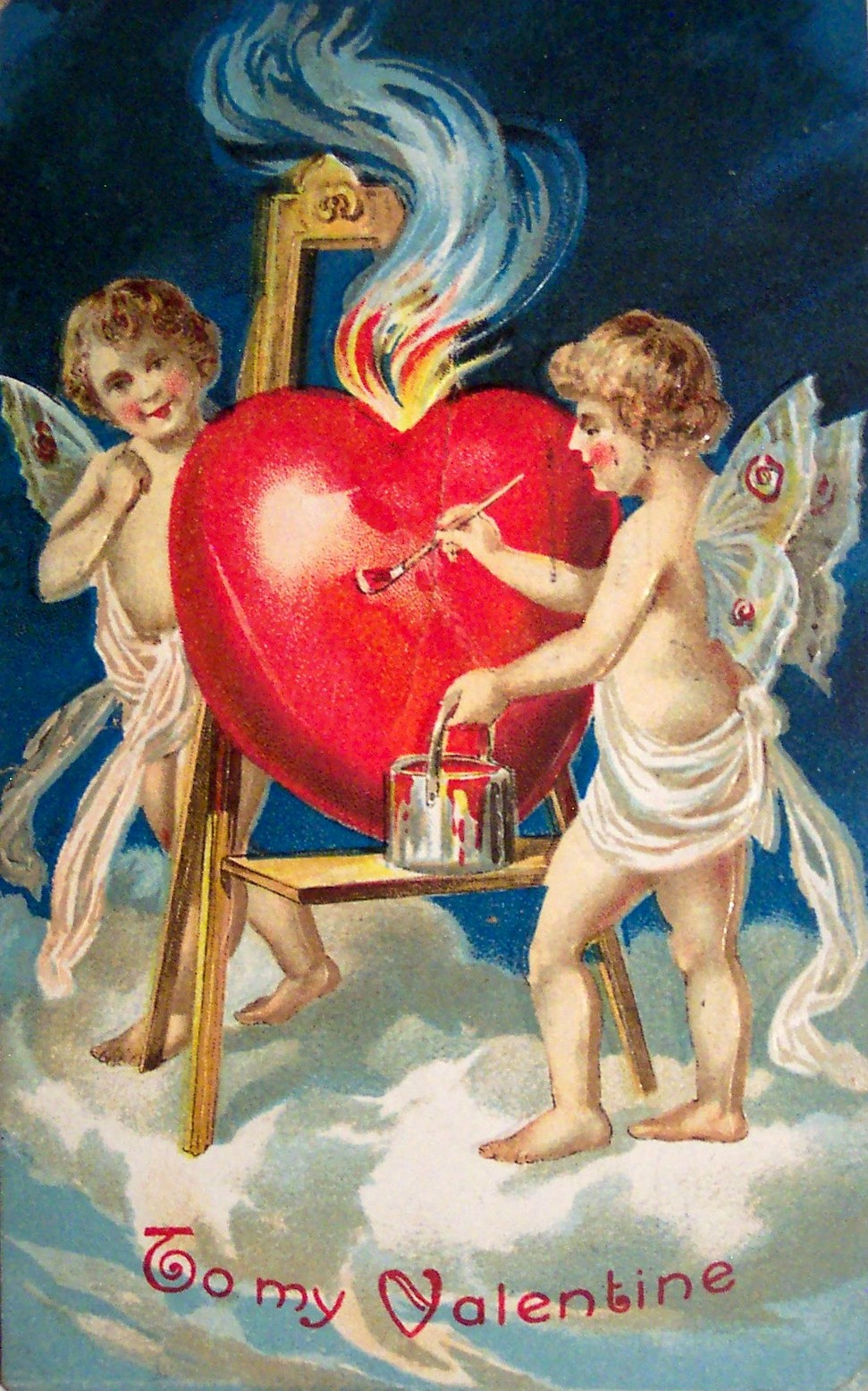
Valentijnskaart uit 1909
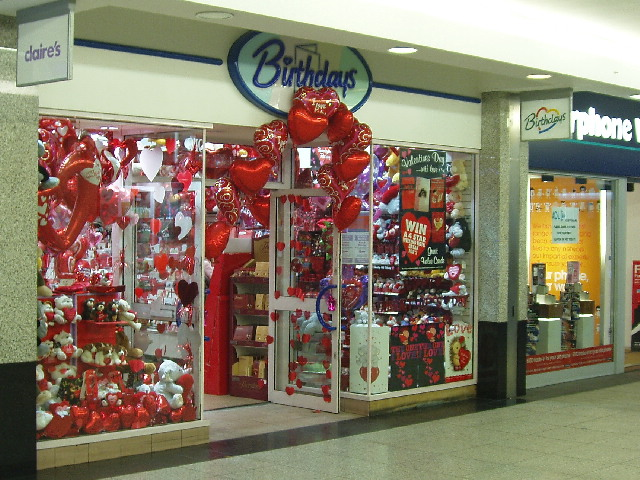
Een winkel met cadeautjes voor Valentijnsdag, 2008
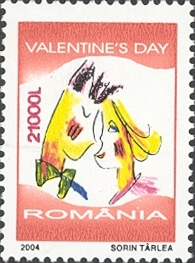
Postzegel voor Valentijnsdag uit Roemenië, 2004
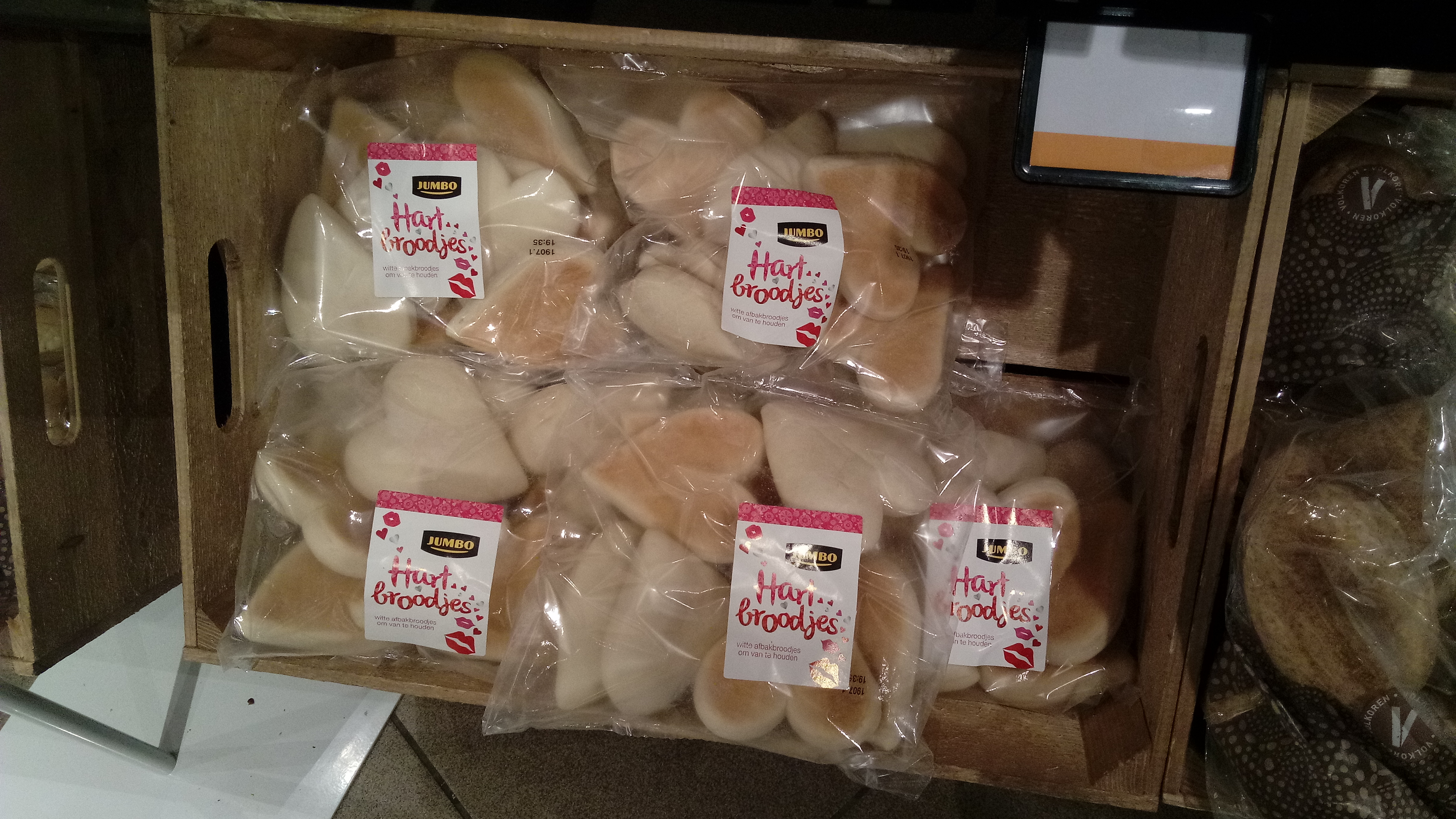
Broodjes in de vorm van een hart in een supermarkt in Oude Pekela, 2019